# Sẻ đồng mày trắng
Emberiza tristrami là một loài chim trong họ Emberizidae.